# Копани
Копани́ (до 1940-х років — Ульбарів Другий) — село в Україні у Варковицькій сільській громаді Дубенського району Рівненської області. Населення становить 219 осіб.

## Географія
Село розташоване на лівому березі річки Швидівка.

## Історія
У 1906 році село Ульбарів Варковицької волості Дубенського повіту Волинської губернії. Відстань від повітового міста 27 верст, від волості 10. Дворів 102, мешканців 855.
7 (20) листопада 1917 року, відповідно до Третього Універсалу Української Центральної Ради, увійшло до складу Української Народної Республіки.
12 червня 2020 року, відповідно до розпорядження Кабінету Міністрів України № 722-р від «Про визначення адміністративних центрів та затвердження територій територіальних громад Рівненської області», увійшло до складу Варковицької сільської громади.
19 липня 2020 року, в результаті адміністративно-територіальної реформи та ліквідації  Дубенського (1939—2020) району, село увійшло до складу новоутвореного Дубенського району.

## Відомі люди

### Народились
- Денисюк Євгеній Олексійович — міський голова Костополя (з квітня 1998).